# ابن بيهس
محمد بن صالح بن بيهس الكلابي، المعروف بابن بيهس، كان حاكم دمشق العباسي في سبتمبر 813-824 / 825م وزعيماً بارزاً لقبائل قيس في ضواحي دمشق ضد خصومهم اليمانية. تحت قيادته، هُزم المطالبين الأمويين بالخلافة، أبو العميطر السفياني، ومسلمة بن يعقوب المرواني وسعيد بن خالد الفديني، مما وضع نهاية للتحديات الخطيرة للعباسيين. وقضى على بقايا السلالة الأموية التي أطاح بها العباسيون. على الرغم من كونه مواليًا للخليفة المأمون، إلا أنه كان ينظر إليه على أنه منافس للمأمون من قبل نائب المأمون في الشام عبد الله بن طاهر بن الحسين، الذي عزله حوالي 824/825م. وأحضره إلى العراق، حيث توفي هناك.

## خلفية
ابن بيهس هو محمد بن صالح بن بيهس، الذي أرسله الخليفة العباسي هارون الرشيد عام 800م إلى الإمبراطورة البيزنطية إيرين في القسطنطينية لفدية أسرى الحرب المسلمين.
كان ابن بيهس شيخ قبيلة ومحاربًا وشاعرًا. اعتبره أنصار القيسية بطلاً لهم ضد منافسيهم اليمانية. يعود تاريخ التنافس بين قيس واليمن على السلطة والنفوذ في الشام إلى الفترة الأموية، وظل قوياً خلال الحكم العباسي، الذي بدأ عام 750م. على عكس معظم القيسية الذين عارضوا العباسيين، كان ابن بيهس من الموالين للعباسيين ولم يدعم بقايا السلالة الأموية في المنطقة وأنصارهم، الذين حاولوا في عدة مناسبات طرد العباسيين.

## قمع التمرد الأموي
ولى سليمان بن أبي جعفر دمشق عقيب فتنة وعصبية كانت بين قيس واليمانية، فاندس أنصار أبي العميطر إلى سليمان بن أبي جعفر، فقالوا له: إن هذا الفساد في عملك بسبب هذه الزواقيل، وأن رؤساءهم وصناديدهم ومن معهم من الضّباب وهم عشيرة ابن بيهس تجنبهم، فأقنعوا سليمان بن أبي جعفر بسجن ابن بيهس. واجتمعوا على أبي العميطر فبايعوه، وبعثوا إلى زواقيلهم، فلم يشعر سليمان بن أبي جعفر وهو في قصر الحجاج خارج دمشق حتى أحاطت به الرجّالة، فحصروه، فبعث إلى ابن بيهس، وهو محبوس معه في القصر. فقال له: ما ترى ما يصنع أهل بلدك؟ قال: هذا الذي أراد القوم بتحميلهم إياك عليّ، والآن الذي أرى أن تخرج معي إلى حوران، فأخرج بك في البرية إلى الكوفة ثم خرج سليمان بن أبي جعفر هارباً من دمشق، متوجهاً إلى العراق، وخرج معه ابن بيهس حتى أجازه ثنيّة العقاب، ولحقه الغوغاء والرّعاع فنهبوا مواخر عسكره، وانصرف ابن بيهس إلى حوران.
شرعت القبائل اليمانية التي شكلت قلب قوات أبو العميطر، في اضطهاد نظرائهم القيسيين في دمشق، الذين كان دعمهم لأبي العميطر أقل حماسة. شن أبو العميتير والقريشون واليمانيون هجومًا ضد القيسيين داخل دمشق، وأحرقوا منازلهم.  وكان ابن بيهس يعد الدعم بتعبئة رجال عشيرته من كلاب ونمير. ولما سمع أبو العميطر باقترابهم، أرسل يزيد بن هشام لمهاجمتهم في حوران. وهزمهم، لكن جيش يزيد تلقى ضربة عندما تعرضوا للهجوم من قبل القرويين المحليين أو البدو عند عودتهم إلى دمشق. ورفع هذا معنويات ابن بيهس الذي حشد لتجديد حملتهم. ومن مخيماتهم في الغوطة حاصروا دمشق. دعا أبو العميطر أنصاره إلى إخلاء المدينة، وتحت قيادة ابنه القاسم وابن وجه الفلس، اشتبكت قواته مع قوات ابن بيهس. تكبد الطرفان خسائر فادحة في معركة طويلة انتهت بموت القاسم وانسحاب ابن بيهس إلى حوران. حزن أبي المعيطر لوفاة ابنه فأمر المعتمر بن موسى بمطاردة ابن بيهس، إلا أن تعزيزات القيسيين أنقذت ابن بيهس وفي القتال الذي أعقب ذلك، قُتل المعتمر، وشكلت هذه الهزيمة نقطة تحول.
كان ابن بيهس مريضًا جدًا بحيث لم يتمكن من متابعة الحملة، لكنه ترك القيادة بيد أمويًا آخر وهو مسلمة بن يعقوب، قاد مسلمة هجوماً على قصر الخضراء، واعتقل أبو العميطر. ثم استدعى الأمويين في المدينة وأجبرهم على مبايعته كخليفة. اشتبه ابن بيهس بطموحات مسلمة بن يعقوب، وحذر مسلمة أيضًا من ابن بيهس عند سماعه شفائه. هاجم أتباع مسلمة ابن بيهس عند وصوله أمام أبواب المدينة، ولكن انشقت معظم قوات مسلمة وانضم إلى ابن بيهس، كونه زعيمهم الأصلي. دخل ابن بيهس دمشق في سبتمبر 813م، واتحد مسلمة مع أبي العميطر، وهربا عبر بوابة باب الجابية إلى معقل كلب في المزة.
وبدعم من الكلب في قرى الغوطة في المزة، صمد أبو العميطر ومسلمة ضد ابن بيهس، الذي اعترف به العباسيون حاكم دمشق. مات مسلمة موتاً طبيعياً وأم أبو العميطر صلاة الجنازة عليه. بعد فترة وجيزة ، توفي أبو العميطر ودفن في مكان سري من قبل أنصاره، الذين كانوا يخشون أن يدنس العباسيون قبره.

## حاكم دمشق
بعد فترة وجيزة من الاستيلاء على دمشق، اعترف المأمون بابن بيهس واليًل على جند دمشق. أعاد الممتلكات التي صادرها الخلفاء الأمويون وأعاد توزيعها إلى أصحابها السابقين، بما في بني هاشم. قام بسك الدراهم الفضية في المدينة، مكتوبًا باسمه واسم المأمون، وهي المرة الأولى التي يتم فيها سك العملات المعدنية العباسية في دمشق. وتولى مساعده الحارث بن عيسى السيطرة على ميناء صور وأشرف على ميناء السفن الحربية.
خرج سعيد بن خالد الفديني أيام المأمون وادعى الخلافة بعد أبي العميطر، انضم إليه أقارب أمويون وبقايا أنصار أبو العميطر من دمشق. تضخمت قواته إلى حوالي 20000 رجل. جعل الفديني يحارب القيسية ويقتلهم ويتعصب لليمانية فوجه إليه محمد بن صالح بن بيهس أخاه يحيى بن صالح في جيش، فلما صار بالقرب من حصنه المعروف بالفدين، هرب منه، فوقف يحيى بن صالح على الحصن حتى هدمه وخرب زيزاء ونهبها، فتحصن الفديني في حسبان ثم إن أصحابه تفرقوا عنه بعد ذلك.

### عزله
في عام 821م عين المأمون عبد الله بن طاهر بن الحسين نائباً على الرقة وسورية ومصر. وصل عبد الله إلى دمشق عام 823 أو 824 أو 825م، على الأرجح بعد اعتقاله للمتمرد القيسي نصر بن شبث العقيلي في الجزيرة. وكان يعتبر ابن بيهس سلطة منافسة للوالي العباسي، وبالتالي طرده من دمشق والحارث بن عيسى من صور.
عين عبد الله في البداية صدقة بن عثمان المري على دمشق. بقي ابن بيهس في الشام، ولكن عند عودة عبد الله إلى العراق عام 827م، أحضر ابن بيهس معه.  عُزل صدقة قبل مغادرتهم واستبدل بنصر بن حمزة. مُنع ابن بيهس من العودة إلى الشام وتوفي في العراق.